# Rheinbirne

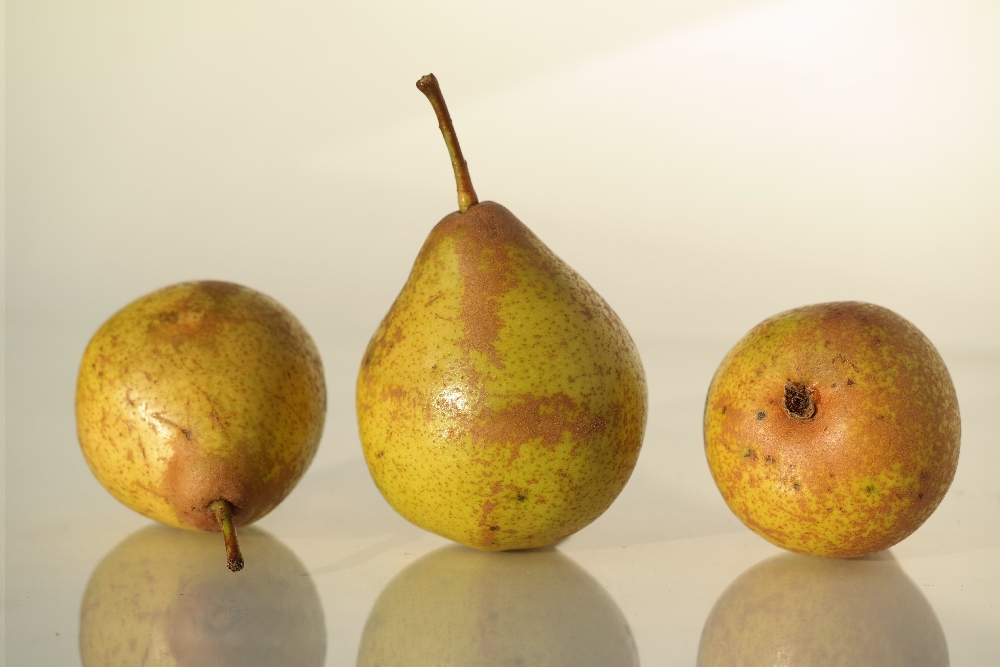
Früchte der Rheinbirne

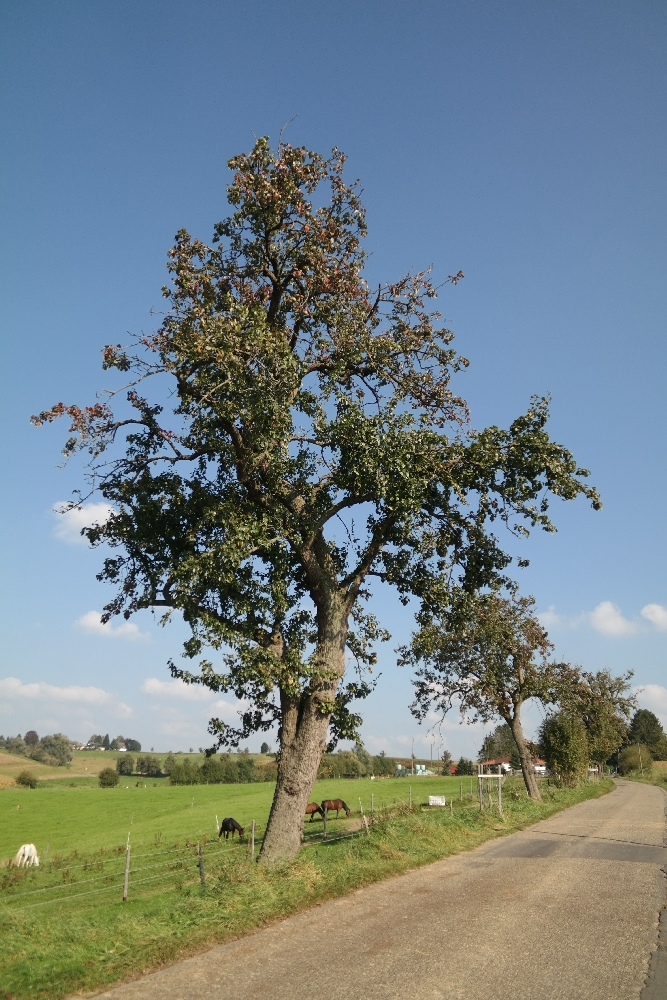
Eine 'Rheinbirne' an der Birnenallee bei Hennef-Söven

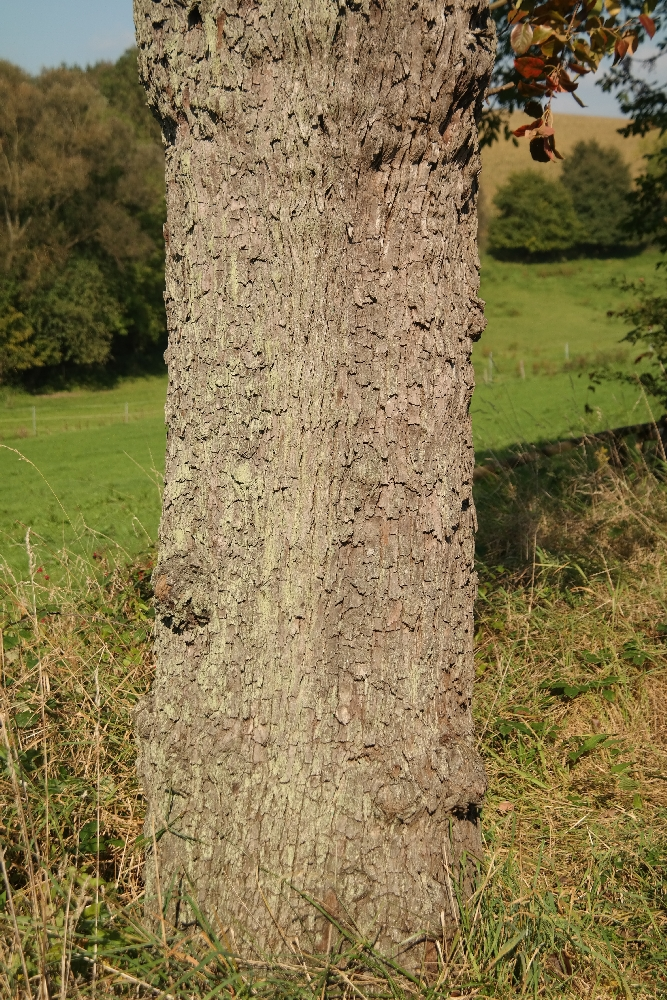
Stamm und Borke einer 'Rheinbirne'

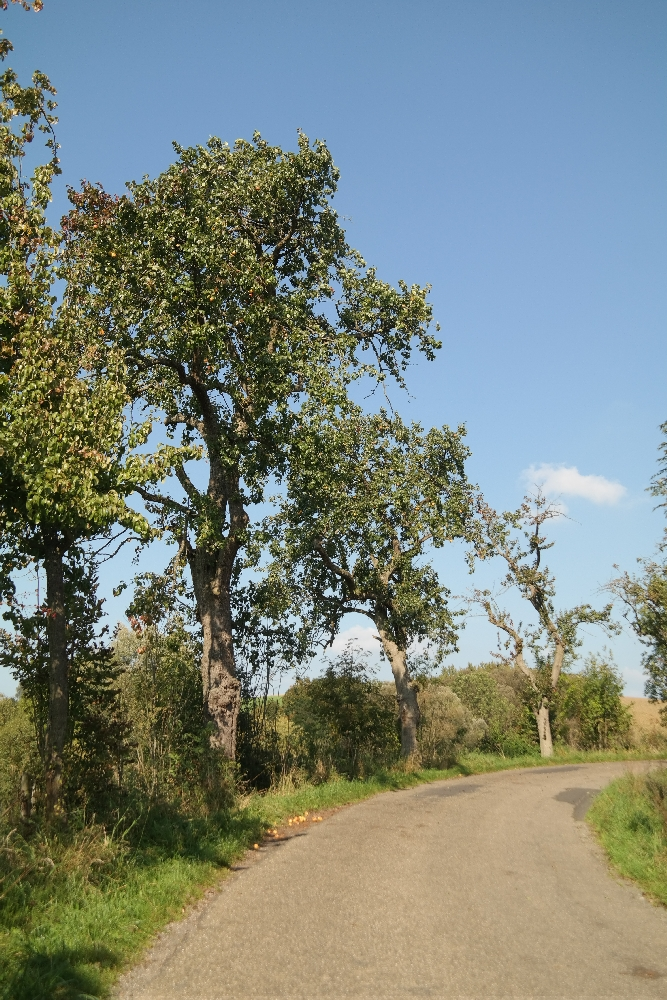
'Rheinbirne' an der Birnenallee bei Hennef-Söven

Die Rheinbirne ist eine alte rheinische Regionalsorte der Kultur-Birne (Pyrus communis).

## Herkunft und Verbreitung
Die genaue Herkunft der 'Rheinbirne' ist nicht bekannt, doch liegt sie, wie der Name sowie ihr heutiges Verbreitungsgebiet vermuten lassen, wohl im Rheinland. Ihr Hauptverbreitungsgebiet hat sie im Rhein-Sieg-Kreis. Dort werden im Rahmen von Natur- und Artenschutzprojekten auch wieder Altbäume gepflegt und neue gepflanzt, um diese alte Regionalsorte zu erhalten.

## Beschreibung

### Sorteneigenschaften
Die 'Rheinbirne' blüht mittelspät. Die Sorte 'Rheinbirne' ist mäßig anfällig auf Schorf.

### Erscheinungsbild
Die Bäume der 'Rheinbirne' sind raschwüchsig und bilden eine hochbreite Baumkrone aus. Die Borke ist grobrissig.

### Blüte
Die radiärsymmetrischen, fünfzähligen Blüten sind auffallend groß.

### Frucht
Die Früchte reifen ab Mitte September, ihre Lagerreife erreichen sie ab Ende September bis Oktober.

## Verwendung
Als Wirtschaftsobst wurden ihre Früchte früher vor allem zu Birnenkraut verarbeitet.